# Кислинг, Брэди
Джон Брэди Кислинг — историк и археолог, бывший американский дипломат и автор книги «Diplomacy Lessons: Realism for an Unloved Superpower» (Potomac Books 2006). Он был первым из трех сотрудников дипломатической службы США, ушедших в отставку 25 февраля 2003 года в знак протеста против вторжения в Ирак в 2003 году. Его письмо об отставке госсекретарю Колину Пауэллу было опубликовано The New York Times и стало известно по всему миру.

## Биография
Закончил Калифорнийский университет в Беркли, где получил степень магистра истории древнего мира и археологии Средиземноморья. После продолжил обучение в Американской школе классических исследований в Афинах.
Будучи археологом, специалистом по Античности, Кислинг попал на дипломатическую службу в 1983 году. Он служил в Израиле, Марокко, Греции, Вашингтоне и Армении, вернушись в Афины в качестве начальника политического отдела посольства США в 2000 году.
После завершения дипломатической службы, вернулся к научной деятельности. преподавал в качестве приглашённого научного сотрудника/преподавателя Принстонского университета, а затем вернулся в Афины. До мая 2009 года писал ежемесячную колонку под названием «Дипломат в руинах» в «Athens News» в Греции. Кислинг поддержал многостороннюю внешнюю политику бывшего президента Джорджа Буша и ограниченные цели войны в Персидском заливе в 1991 году.
Личный кризис господина Кислинга начался в октябре, на дипломатическом приёме в Афинах. Он столкнулся со старым другом и источником, с которым он познакомился в Афинах 15 лет назад, коммунистом, который провел годы в греческих тюрьмах. Оба всегда спорили о политике, но сохранили тёплую дружбу.

Он скрывался и читал, но облако отчаяния пропало. Наконец, в конце февраля, когда господин Буш дал понять, что не будет бросать вызов, даже Совету Безопасности ООН, г-н Кислинг написал заявление об отставке и ушел. Вдруг он почувствовал, "определенную ясность, сильное чувство свободы," говорит он.
Участвовал в раскопках в Греческой Республике и Республике Армения. Написал первый англоязычный путеводитель по архитектурным памятникам Армении и Нагорного-Карабаха. Ведёт курс и читает лекции в Манитобском университете.
Один из создателей проекта ToposText (сайт и мобильное приложение). Коллекция древних текстов в проекте ToposText имеет привязку к географическим картам, относится к истории и мифологии древних греков с неолитического периода до II века н. э.

## Книги
- Rediscovering Armenia: An Archaeological/Touristic Gazetteer and Map Set for the Historical Monuments of Armenia. Yerevan: Tigran Mets, 2001. ISBN 99930-52-28-0. (PDF version. Дата обращения: 2 января 2015. Архивировано из оригинала 30 апреля 2006 года.) 2nd ed. Matit, 2005. ISBN 99941-0-121-8.
- Diplomacy Lessons: Realism for an Unloved Superpower. Washington, DC: Potomac, 2006. ISBN 1-59797-017-4.